# محافظة كامبوت
محافظة كامبوت هي محافظة في كمبوديا، بلغ عدد سكانها 585٬110 نسمة، عاصمتها كامبوت، تبلغ مساحتها 4٬873٫0 كيلومتر مربع.

## الموقع
تشترك في الحدود مع:
- محافظة كامبونغ سبيو
- محافظة كن زانغ.

## التقسيمات الإدارية
- Angkor Chey District [الإنجليزية]‏
- Banteay Meas District [الإنجليزية]‏
- Chhouk District [الإنجليزية]‏
- Chum Kiri District [الإنجليزية]‏
- Dang Tong District [الإنجليزية]‏
- Kampong Trach District [الإنجليزية]‏
- Tuek Chhou district [الإنجليزية]‏
- Kampot Municipality [الإنجليزية]‏.

## أعلام
- تشان فاتاناكا